# Episodi di Les Mystères de l'amour (decima stagione)
La decima stagione della serie televisiva Les Mystères de l'amour è andata in onda in Francia dal 29 agosto 2015 al 22 novembre 2015 sul canale Telemontecarlo.
In Italia è inedita.
| nº | Titolo originale          | Titolo italiano | Prima TV Francia  | Prima TV Italia |
| -- | ------------------------- | --------------- | ----------------- | --------------- |
| 1  | Retour de vacances        |                 | 29 agosto 2015    |                 |
| 2  | Attaques                  |                 | 30 agosto 2015    |                 |
| 3  | L'autre homme             |                 | 5 settembre 2015  |                 |
| 4  | Le secret d'Olga          |                 | 6 settembre 2015  |                 |
| 5  | Enlèvement demandé        |                 | 12 settembre 2015 |                 |
| 6  | Pièges et cadeaux         |                 | 13 settembre 2015 |                 |
| 7  | Un anniversaire mémorable |                 | 19 settembre 2015 |                 |
| 8  | Problèmes de famille      |                 | 20 settembre 2015 |                 |
| 9  | Pris au piège             |                 | 26 settembre 2015 |                 |
| 10 | Surprises et méprises     |                 | 27 settembre 2015 |                 |
| 11 | Sournoise attaque         |                 | 3 ottobre 2015    |                 |
| 12 | Identités                 |                 | 4 ottobre 2015    |                 |
| 13 | La rivale                 |                 | 10 ottobre 2015   |                 |
| 14 | Racket                    |                 | 11 ottobre 2015   |                 |
| 15 | Blessures                 |                 | 17 ottobre 2015   |                 |
| 16 | Aveux et désaveux         |                 | 18 ottobre 2015   |                 |
| 17 | Chassé Croisé             |                 | 24 ottobre 2015   |                 |
| 18 | Volte face                |                 | 25 ottobre 2015   |                 |
| 19 | Happy Halloween           |                 | 31 ottobre 2015   |                 |
| 20 | L’annonce                 |                 | 1 novembre 2015   |                 |
| 21 | Une amie ?                |                 | 7 novembre 2015   |                 |
| 22 | Retrouvailles             |                 | 8 novembre 2015   |                 |
| 23 | Doubles jeux              |                 | 14 novembre 2015  |                 |
| 24 | Retournements             |                 | 15 novembre 2015  |                 |
| 25 | Le bal des hypocrites     |                 | 21 novembre 2015  |                 |
| 26 | Départs précipités        |                 | 22 novembre 2015  |                 |